# Alem Merajić
Alem Merajić (Sarajevo, 4 febbraio 1994) è un calciatore bosniaco, difensore del Milan Heidenheim.

## Carriera

### Club
Ha giocato nella prima divisione dei campionati bosniaco, macedone e croato.

### Nazionale
Ha giocato nelle nazionali giovanili bosniache Under-17, Under-18, Under-19 ed Under-21.

## Statistiche

### Presenze e reti nei club
Statistiche aggiornate al 18 novembre 2021.
| Stagione                | Squadra                 | Campionato              | Campionato | Campionato | Coppe nazionali | Coppe nazionali | Coppe nazionali | Coppe continentali | Coppe continentali | Coppe continentali | Altre coppe | Altre coppe | Altre coppe | Totale | Totale |
| Stagione                | Squadra                 | Comp                    | Pres       | Reti       | Comp            | Pres            | Reti            | Comp               | Pres               | Reti               | Comp        | Pres        | Reti        | Pres   | Reti   |
| ----------------------- | ----------------------- | ----------------------- | ---------- | ---------- | --------------- | --------------- | --------------- | ------------------ | ------------------ | ------------------ | ----------- | ----------- | ----------- | ------ | ------ |
| 2013-2014               | Olimpik Sarajevo        | PL                      | 15         | 0          | CB              | 3               | 0               |                    | -                  | -                  |             | -           | -           | 18     | 0      |
| 2014-2015               | Olimpik Sarajevo        | PL                      | 21         | 0          | CB              | 6               | 0               |                    | -                  | -                  |             | -           | -           | 27     | 0      |
| lug.-dic. 2015          | Olimpik Sarajevo        | PL                      | 12         | 0          | CB              | 0               | 0               | UEL                | 2                  | 0                  |             | -           | -           | 14     | 0      |
| Totale Olimpik Sarajevo | Totale Olimpik Sarajevo | Totale Olimpik Sarajevo | 48         | 0          |                 | 9               | 0               |                    | 2                  | 0                  |             | -           | -           | 59     | 0      |
| gen.-mag. 2016          | Škendija                | 1L                      | 11         | 0          | CM              | 2               | 0               |                    | -                  | -                  |             | -           | -           | 13     | 0      |
| 2016-2017               | RNK Spalato             | 1.HNL                   | 13         | 0          | CC              | 4               | 0               |                    | -                  | -                  |             | -           | -           | 17     | 0      |
| 2017-2018               | Radnik Bijeljina        | PL                      | 10         | 0          | CB              | 0               | 0               |                    | -                  | -                  |             | -           | -           | 10     | 0      |
| 2018-2019               | Radnik Bijeljina        | PL                      | 9          | 0          | CB              | 0               | 0               |                    | -                  | -                  |             | -           | -           | 9      | 0      |
| 2019-2020               | Radnik Bijeljina        | PL                      | 5          | 0          | CB              | 1               | 0               | UEL                | 1                  | 0                  |             | -           | -           | 7      | 0      |
| Totale Radnik Bijeljina | Totale Radnik Bijeljina | Totale Radnik Bijeljina | 24         | 0          |                 | 1               | 0               |                    | 1                  | 0                  |             | -           | -           | 26     | 0      |
| Totale carriera         | Totale carriera         | Totale carriera         | 96         | 0          |                 | 16              | 0               |                    | 3                  | 0                  |             | -           | -           | 115    | 0      |

## Palmarès

### Club

#### Competizioni nazionali
- Coppa di Bosnia ed Erzegovina: 1

Olimpik Sarajevo: 2014-2015
- Coppa di Macedonia: 1

Škendija: 2015-2016